# Drávagárdony
Drávagárdony es un pueblo ubicado en el distrito de Barcs, en el condado de Somogy, Hungría.

## Superficie
Posee una superficie de 6270 kilómetros cuadrados.

## Demografía
Hasta 2019 la población era de 166 habitantes, con una densidad de población de 26,48 habitantes por kilómetro cuadrado.